# Candy (grup georgian)
Candy este un grup muzical din Georgia format din Irina Khechanovi, Mariam Gvaladze, Ana Khanchalyan, Gvantsa Saneblidze și Ira Kovalenko. Acest grup a reprezentat Georgia la Concursul Muzical Eurovision Junior 2011 cu piesa Candy music.